# Барбоза Перейра, Рикарду Домингуш
Рика́рду Доми́нгуш Барбо́за Пере́йра (порт. Ricardo Domingos Barbosa Pereira; 6 октября 1993, Лиссабон, Португалия) — португальский футболист, крайний защитник и вингер английского клуба «Лестер Сити». Выступал за сборную Португалии.

## Клубная карьера

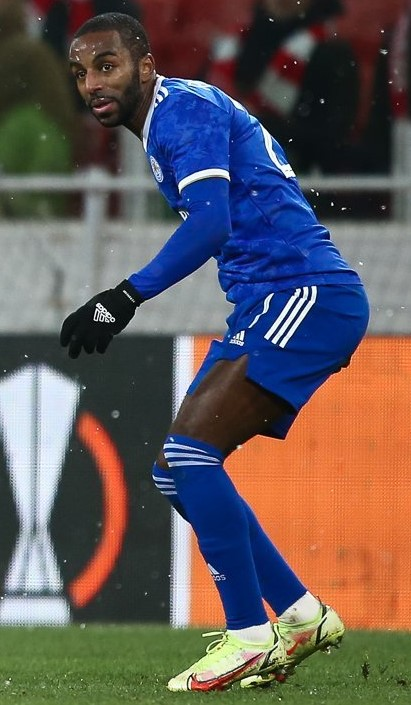
Рикарду Перейра в составе «Лестер Сити»

Рикарду родился в Лиссабоне в семье выходцев из Кабо-Верде, где в 2004 году попал в академию местного «Спортинга». В 2010 году покинул клуб и перешёл в «Навал» — клуб из города Фигейра-да-Фош. Профессиональный контракт подписал в 2011 году с «Виторией» и сыграл за неё 39 матчей и забил 8 мячей, и отдал 20 голевых передач. 1 апреля 2012 года дебютировал за первую команду «Витории» в поединке против «Пасуш де Феррейра». В 2013 году вместе с командой стал победителем Кубка Португалии.
В 2013 году Рикарду перешёл в клубную академию «Порту», где выступал за вторую команду. 18 августа 2013 года он дебютировал за первую команду «Порту» в поединке против «Витории Сетубал». 26 августа 2014 года он дебютировал в Лиге чемпионов УЕФА, выйдя на замену вместо травмированного Каземиро в концовке матча, который завершился победой над «Лиллем» 2:0 в раунде плей-офф.
В период с 2015-го по 2017-й играл в аренде в «Ницце». 12 сентября 2015 года Рикарду дебютировал в Лиге 1 в матче против «Генгама». В апреле 2016 года Международный центр спортивных исследований признал Перейру лучшим защитником французской лиги.
В 17 мая 2018 года футболиста приобрел английский «Лестер Сити», который подписал с Перейрой 5-летний контракт. 10 августа 2018 года Рикарду дебютировал в Премьер-лиге, отыграв весь матч против «Манчестер Юнайтед». В свой день рождения он забил свой первый гол за клуб в матче с «Эвертоном» (1:2). По итогам сезона он был признан лучшим игроком как в своей команде, так и среди других игроков. 4 марта 2020 года он забил единственный гол в ворота «Бирмингем Сити» в пятом раунде Кубка Англии и вывел «Лис» в 1/8 финала во второй раз за восемь лет. Несколько дней спустя он выбыл до конца сезона из-за травмы передней крестообразной связки. 18 февраля 2022 года Перейра продлил контракт до 2026 года. 14 апреля 2022 года забил гол на 88-й минуте, который принёс победу над ПСВ в четвертьфинале Лиги конференций УЕФА и обеспечил выход в полуфинал турнира. В сезоне 2022/23 «Лестер Сити» занял 18-е место в турнирной таблице и выбыл в Чемпионшип. 11 ноября 2024 года Рикарду выбыл «примерно на четыре месяца» из-за травмы подколенного сухожилия.

## Карьера в сборной
В течение своей международной молодёжной карьеры Перейра представлял сборные до 19, до 20 и до 21 года, сыграв 35 матчей и забив в общей сложности 12 голов. В 2015 году в составе молодёжной сборной Португалии Рикарду завоевал серебряные медали молодёжного чемпионата Европы в Чехии. На турнире он сыграл в матчах против сборных Англии, Германии и дважды Швеции. В поединке против немцев Перейра забил гол.
6 ноября 2015 года Перейра был вызван в основной состав сборной Португалии перед товарищескими матчами с Россией и Люксембургом. Он дебютировал за национальную сборную 14 ноября против России, выйдя на замену вместо Гонсалу Гедеша в концовке матча, в котором Португалия минимально уступила 0:1.
В 2018 году он был включён в окончательный состав Португалии на чемпионат мира 2018 года в России. На турнире он сыграл единственный матч против Уругвая.

### Матчи за сборную
| № | Дата           | Оппонент          | Счёт | Голы | Соревнование             |
| - | -------------- | ----------------- | ---- | ---- | ------------------------ |
| 1 | 14 ноября 2015 | Россия            | 0:1  | —    | Товарищеский матч        |
| 2 | 17 ноября 2015 | Люксембург        | 2:0  | —    | Товарищеский матч        |
| 3 | 10 ноября 2017 | Саудовская Аравия | 3:0  | —    | Товарищеский матч        |
| 4 | 28 мая 2018    | Тунис             | 2:2  | —    | Товарищеский матч        |
| 5 | 30 июня 2018   | Уругвай           | 1:2  | —    | Финальные матчи ЧМ-2018  |
| 6 | 14 ноября 2019 | Литва             | 6:0  | —    | Отборочные матчи ЧЕ-2020 |
| 7 | 17 ноября 2019 | Люксембург        | 2:0  | —    | Отборочные матчи ЧЕ-2020 |

Итого: сыграно матчей: 7 / забито голов: 0; победы: 4, ничьи: 1, поражения: 2.

## Достижения

### Командные
«Витория Гимарайнш»
- Обладатель Кубка Португалии: 2012/13

«Порту»
- Чемпион Португалии: 2017/18[38]

«Лестер Сити»
- Обладатель Кубка Англии: 2020/21[39]
- Обладатель Суперкубка Англии: 2021
- Победитель Чемпионшипа Английской футбольной лиги: 2023/24

### Личные
- Входит в состав символической сборной чемпионата Португалии: 2017/18[40]
- Игрок года в «Лестер Сити»: 2018/19